# Arcugnano
Arcugnano (Arcugnàn in veneto) è un comune italiano di 7 591 abitanti della provincia di Vicenza in Veneto.
Si tratta di un comune sparso in quanto la sede comunale non si trova nell'omonima località ma nella vicina Torri.

## Geografia fisica
- Valli e lago di Fimon. Del grande lago, chiamato lago di Longara, che copriva gran parte delle valli di Fimon almeno fino alla prima metà del Quattrocento, è rimasto un piccolo specchio d'acqua, il lago di Fimon, oggi al centro di vari progetti di riqualificazione naturalistica, dopo innumerevoli manomissioni, anche recenti, che ne hanno messo in discussione il futuro.

- Territorio collinare. Ai Colli Berici appartiene una superficie complessiva di circa 165 km²; il territorio di Arcugnano occupa la parte settentrionale del comprensorio collinare e vallivo.

### Territorio
Le rocce, nella maggioranza carbonati, di cui consta l'ossatura dei Colli Berici, inducono ad attribuire un'origine marina al sistema collinare. Si aggiunga il ritrovamento di numerosi organismi, animali e vegetali, allo stato fossile (molluschi, ricci di mare, coralli, alghe, ecc.).
Si ipotizza quindi che la successione degli strati rocciosi sia l'esito di un lento e costante processo di deposizione di sabbie, fanghi e frammenti di gusci di molluschi sul fondo di un mare tropicale caldo.
Nel 1841 il geologo C. V. Catullo figlio studia un giacimento di basalto nei pressi dei Margaritoni, ossia Villa Margherita (Arcugnano centro) e descrive così la particolarità:
"Ad Arcugnano, presso Vicenza, il basalte [sic] emerse fra il calcare grossolano, lo sconvolse, e giunse con le sue teste fino alle cime de' monti, producendo quelle maravigliose alternative di ammassi stratiformi di rocce piriche e di rocce nettuniche, che il geologo ha sotto i piedi, quando dal santuario di monte Berico si reca ai Margaritoni, e di là ad Arcugnano. Di questo fenomeno, e delle bombe basaltiche accatastate dentro la roccia pirica appiè d'un rialto che si vede ai Margaritoni, nessuno si è dato ancora la briga di parlarne".

### Flora
La flora berica è caratterizzata da vegetazione termofila, di ambiente a clima caldo, o microterme, solite a vivere ad altitudini ben superiori. Questa situazione è imputabile alle enormi variazioni climatiche cui è stato sottoposto il luogo nel corso di milioni di anni: nell'Era glaciale si è probabilmente formata una flora microterma, accostata ad una vegetazione termofila nell'era subito successiva con un progressivo riscaldamento del globo.
Pianta caratteristica della zona è il lino delle fate, inserito in un contesto saturo di flora euroasiatica. La castagna d'acqua è una pianta autoctona che vive nel lago di Fimon.

### Fauna
Scomparsi ancora nell'antichità i grandi animali come il lupo, l'orso bruno, la lince, diversi mustelidi, il cervo, oggi sono presenti le seguenti specie (tra parentesi tonde sono riportati in corsivo i nomi comuni dialettali):

#### Mammiferi
- Tra i mammiferi carnivori sopravvive oggi soltanto la volpe (bolpe), oltre ad alcuni mustelidi come il tasso (taṣocan o taṣomas'cio), la faina (fuìn, fàina), la donnola (belòra) e il gatto selvatico (gato salbego).
- Tra gli artiodattili: il capriolo (cavriòlo) e il cinghiale (sengiaƚe) sono sempre più diffusi.
- Tra i veri insettivori si possono trovare gli erinaceidi, come il riccio.
- Tra i glires i più comuni sono la lepre (lìore, lievore) e la nutria, di recente introduzione e sempre più nociva, il ghiro (Glis glis), il moscardino (Muscardinus avellanarius), lo scoiattolo (Sciurus vulgaris) diverse sottospecie[non chiaro] e la talpa (Talpa europaea) (ciuppinara).

#### Anfibi
- Tra gli anfibi si possono incontrare frequentemente: rana, rospo, salamandra (marisàndoƚa), raganella (ràcola), e il tritone.

#### Rettili
- Tra gli squamati lucertoliformi: il ramarro (ligaòro), la lucertola (bisardola, risardola), l'orbettino italiano (bìssa òrbarola).
- Tra le bisce: il biacco (scarbonasso), il colubro di Esculapio (ànda), la biscia dal collare o natrice dal collare (bissa da acqua).
- Tra gli altri serpenti è presente la vipera (lìpara, vìpara, àspexe).

#### Uccelli
- Tra gli uccelli troviamo il fagiano (fajàn, fagiàn), la gallinella d'acqua (folegheta) e il cuculo (cuco, cucù).
- Tra i rapaci notturni e diurni c'è l'assiolo (ciù), la civetta (ciùa, soleta), l'allocco (mamalùco, nanalùco), il falco (falchéto) e la poiana (poja).

#### Pesci
- Nei numerosi canali che contornano i colli, sono presenti diverse specie di pesci d'acqua dolce, tra i più diffusi, il pesce gatto (pèssegato), il luccio (lùṣo o luzo) e la tinca (ténca).

#### Crostacei
- Tra i crostacei: è comparso prepotentemente il gambero rosso della Louisiana, detto volgarmente gambero killer; è in pericolo il gamberetto di fiume (ganbareto), specie autoctona, conosciuto anche come caridina italiana.

#### Molluschi
- Tra i molluschi troviamo l'unio (peocio da fosso), bivalve simile al mitilo mediterraneo, volgarmente detto cozza.

## Origini del nome
- Arconianum/Arcugnanum. Secondo alcune suggestioni da assonanza (mai verificate) il toponimo Arcugnano deriverebbe da Ercolano come sostenuto dallo storico padre Francesco Barbarano de' Mironi[6] e riportato da Gaetano Maccà in Storia del territorio vicentino 1813[7]. Ma si tratta di una posizione oggi rifiutata. Molto più convincente pare l'origine da un nome di persona, forse romano antico, ipotizzato in Arconio; mentre il suffisso -anus darebbe senso alla definizione di territorio o fondo di Arconio, e dal genitivo arconiani si giungerebbe infine all'evoluzione del toponimo odierno[8].
- Fimon deriva invece da flumonis, letteralmente fiumone, grande fiume, così come da una visione d'altura evocava la forma allungata dell'antico lago di Longara che lambiva il paese, oggi lontano dal lago superstite.
- Spianzana deriverebbe, come per Arcugnano, da fondo di Plancio/Planciano. È presente la variante Spinazzano che si trova nella cartografia della seconda dominazione francese (1810-1814), poi riportata nelle carte asburgiche. Ma pare fosse un refuso, poi reiterato e mai entrato nell'uso comune.

## Storia
Il territorio amministrato nel passato dal Comune di Arcugnano è molto diverso e soprattutto molto limitato nell'area amministrativa rispetto alle dimensioni odierne. Nel riassunto terremo conto anche delle testimonianze riguardanti i territori amministrativi degli ex Comuni di Fimon, Lapio, Pianezze, Pilla e Villabalzana.
- Il Comune di Pilla è, nel tempo, regredito a più semplice Via Pilla, ma amministrò un territorio di vaste dimensioni, e condivise con il comune di Arcugnano la medesima parrocchiale di Santa Giustina, sita in Arcugnano. Nulla si sa, invece, sulla sede amministrativa, anche se molti sostengono fosse presso Villa Bornigni Monza Vidi Todescan Gozzi, ma il Maccà nel 1813 scrive che quest'ultima dimora è, all'epoca, abitata dalla famiglia Bornigni[7].
- Per quanto riguarda Fimon, Lapio, Pianezze e Villabalzana, paesi ex titolari di sede amministrativa, a tutt'oggi conservano un nucleo abitativo riconoscibile attorno alle rispettive Parrocchiali. Nel corso del tempo sono divenuti parte integrante dell'odierno Comune di Arcugnano e vengono definite frazioni dello stesso.

### Preistoria e Paleoveneto
Le testimonianze di presenza umana nel territorio risalgono alla preistoria, con i ritrovamenti di palafitte e canoe e di un insediamento neolitico (Molino Casarotto) nelle Valli di Fimon. Molti reperti della zona sono a tutt'oggi conservati nel Museo naturalistico e archeologico di Santa Corona di Vicenza e rapportano la vita legata alla presenza di un grande lago chiamato lago di Lòngara, ritiratosi per motivi diversi già alla fine del Quattrocento. Tra i primi studiosi a interessarsi alle vicende preistoriche delle valli troviamo il nome di Paolo Lioy.

### L'epoca romana
Del periodo romano, cioè dal 157 a.C., quando Vicetia e il suo ambito di influenza furono annessi a Roma, non vi sono notizie né testimonianze sostanziali sul territorio di Arcugnano. Dal 7 d.C. il territorio è parte della Regio X Venetia et Histria.

### Alto Medioevo
Non ci sono notizie su Arcugnano nelle varie dominazioni che si susseguono nell'odierno territorio della Provincia di Vicenza e con il capoluogo berico sarà via via sottomesso alla Marca di Aquileia e Verona (951-1077), parte del Sacro Romano Impero.

Nel 1001 si costituisce il Principato vescovile di Vicenza sui modelli di Trento e Aquileia. Dal 1095-1167 si costituisce la Marca di Verona e infine Vicenza si proclama libero comune e partecipa assieme a Verona, Padova e Treviso alla Lega Veronese guidata da Venezia dal 1164. La Lega veronese aderirà nel 1167 alla Lega Lombarda ponendo fine alla Marca di Verona.

### Basso medioevo
Poche notizie ci rimandano a questo episodio di scomunica da parte del Vescovo di Vicenza Francesco Temprarini nei confronti della comunità cristiana di Arcugnano. Si sa che la popolazione (secondo Dal Lago, venticinque persone) si ribellò al pagamento delle decime al Capitolo dei Canonici. Per punizione l'episcopato vicentino lanciò la condanna, come riporta Giuseppe Cappelletti: "Più volte in seguito fu ristaurata la cattedrale, senza per altro toccarne mai le sue mura, nelle quali bensì fu schiuso il vano per aggiungervi le cappelle, e procurarle così un qualche ingrandimento. Aveva essa la sua loggia, ove per lo più trattavansi affari appartenenti ai diritti della chiesa: al quale proposito ricorderò che, in occasione di una scomunica, intimata nel 1527 [sic, ma è in realtà il 1327] al popolo di Arcugnano, usurpatore di alcune decime del capitolo dei canonici, un pubblico uffiziale del vescovato, in nome di questi, sub loza ecclesiae cathedralis, consegnò ad un mansionario della chiesa stessa e ad un pubblico notajo le lettere della pena da intimarsi, sottoscritte dal vescovo". Anche lo storico Maccà conferma che la scomunica avviene nel 1327.
Dal XII al XIV secolo Vicenza cadde sotto il controllo di diverse signorie. Un ruolo importante lo ebbero i vescovi e i vari rappresentanti della famiglia degli Ezzelini. Dopo una travagliata lotta contro la signoria di Ezzelino III da Romano, Vicenza capitolò ai padovani; successivamente passò sotto il dominio degli Scaligeri di Verona e di quello dei Visconti di Milano.
Risalgono a questo periodo le prime menzioni dell'"ecclesia de Arquiniano". La più antica notizia storica è del 1185, anno in cui il vescovo di Vicenza Pistore concede le decime di Arcugnano e Pilla ai Canonici della Cattedrale. Nel 1186 papa Urbano III concede il Privilegio ai Canonici della Cattedrale sulla chiesa parrocchiale di Arcugnano, cosa riconfermata nel 1206 da papa Innocenzo III. Come scrive Dal Lago, l'antica parrocchiale era sita nel luogo dove ancora sorge "sulla sella tra il monte Cucco e Pilla, nel punto di diramazione di tre valli", ossia la Val dei Bianchi, la Valle dei Vicari e la Fòntega. Nel 1227 viene invece menzionata Santa Giustina come patrona del paese (come riporta lo storico Gaetano Maccà).
Risale al 1353 il primo nome di rettore della chiesa di Santa Giustina, il presbitero Nicolò da Magrè.

### La Repubblica di Venezia
Dopo che Vicenza e il suo territorio si offrono alla Serenissima nel 1404, atto noto come "dedizione a Venezia", il lago di Longara viene prosciugato e il suo bacino non è più sfruttato per la pesca, ma riconvertito alle coltivazioni. La ricchezza di pesce marino proveniente dalla costa declassa quello lacustre.
Nel 1540 la chiesa di Santa Giustina è ridotta molto male e il vescovo la fa chiudere.
A quanto risulta il campanile era attiguo alla chiesa e questo edificio arrivò sino alla ristrutturazione degli inizi del XIX secolo.
Nel 1623 viene piantato il cipresso vicino alla canonica, ancora esistente.

### Il periodo napoleonico
Nel 1797 Napoleone Bonaparte mette fine alla Repubblica di Venezia, poi, a causa del Trattato di Campoformio, cede i territori veneti e friulani all'Arciducato d'Austria.
La Provincia Veneta (1798-1805). Il Veneto e il Friuli vennero incardinati dai nuovi dominatori austriaci del Sacro Romano Impero in Provincia Veneta, in una breve parentesi di sette anni, prima del ritorno di Bonaparte.
Il Regno d'Italia (1805-1814). La riconquista di Napoleone dei territori dell'ex Serenissima, coincise con l'ordinamento geoamministrativo basato sui corsi d'acqua e divisi in unità chiamate Dipartimenti, a loro volta suddivisi in Distretti e questi ultimi in Cantoni, insiemi composti dai Comuni.
Vicenza divenne capoluogo del Dipartimento del Bacchiglione (1806-1814). Gli allora Comuni di Arcugnano, Fimon e Pianezze del Lago (ai quali si aggiungono di fatto Lapio, Pilla e Villabalzana) fecero parte del Distretto I e del Cantone I entrambi afferenti a Vicenza.
L'odierno territorio del Comune di Arcugnano nel 1813 era suddiviso in sei municipi. Secondo la descrizione di Gaetano Maccà, le pertinenze erano divise nel seguente modo:
- Il Comune di Arcugnano è titolare di un territorio ridotto comprendente l'odierno abitato della Chiesa, di Villa di Arcugnano, Sacco, Bollon e Monte Cucco e la Val di Burra (l'odierna Torri). Parrocchia: Santa Giustina di Arcugnano.
- Il Comune di Pilla oltre all'odierna Via Pilla amministrava le frazioni di Perarolo, Spianzana (Zanchi e Vegre), Valli di Sant'Agostino (Val dei Calvi, Val dei Vicari, Breganzola), Costacolonna (Crosara Bassa, ossia la zona dove sorge Villa Franceschini Pasini, Villa Margherita, Tormenello), Tormeno e Fóntega. Parrocchia: Santa Giustina di Arcugnano (Pilla, Spianzana, Costacolonna); Santa Maria di Fimon (Perarolo).

### Regno Lombardo-Veneto
Durante la seconda dominazione asburgica, con il nuovo titolo di Impero d'Austria, i possedimenti italiani sottomessi a Vienna sono definiti Regno Lombardo-Veneto (1814-1866).
- Con il cambio di dominazione il Dipartimento del Bacchiglione fu rinominato, dal 1816, Provincia di Vicenza, assumendo le dimensioni territoriali e i confini odierni.

In questo lungo periodo il dato saliente sono le rivolte antiaustriache che culminano nei moti risorgimentali del 1848 e collaterali alla Prima guerra di indipendenza italiana.

### Il Risorgimento
Il borgo di Arcugnano è legato a un fatto, poco più di un aneddoto, che risale alle giornate risorgimentali di Vicenza del 1848 contro l'occupazione asburgica. In un libro dedicato alle guerre italiane del 1848, lo storico Luigi Scalchi, nel capitolo intitolato Le tre giornate di Vicenza, 20, 21 e 24 maggio, ricorda:
"Speravano i vicentini che gli austriaci o fossero scorati o fossero chiamati a difendere Peschiera: quando nel dì 23 dalla torre altissima fu visto sollevarsi presso Montebello un immenso polverio prodotto dalla marcia di fanti e cavalli. Erano ventiquattromila uomini con cinquantaquattro pezzi di artiglieria. Una parte di questo esercito prendeva a minacciare le alture dei colli Berici; ma l'acqua che quasi allagava i campi, i difensori d'Arcugnano posti allo sbocco di quelle strade montane, i militi che vegliavano alla Bella Guarda, e Durando che ovunque provvedeva, impediva agli avversari di acquistare quella posizione. Alla Madonna del Monte Berico era stato mandato il Battaglione del 2º reggimento estero: alla barricata a porta S. Croce e sulle mura adiacenti il 1º battaglione del 1º reggimento estero con alla testa il maggiore Balletta: il 2º battaglione del 1º reggimento estero col maggiore de Gluz (meno la seconda compagnia de' granatieri e la seconda dei fucilieri tenuta in riserva) a S. Croce esso ancora: al colle Barbato i bersaglieri del Po capitanati da Mosti coi militi dei fratelli Fusinato."
Il 10 giugno 1848, l'esercito austroungarico del feldmaresciallo il generale Josef Radetzky composto da truppe croate e slovene comandate dal generale Karl von Culoz, lungo la marcia che da Brendola porta a Monte Berico per sedare le rivolte in atto a Vicenza, saccheggia la Parrocchiale di Santa Giustina di Arcugnano, asportando paramenti sacri e preziosi. Dopodiché il generale stabilisce il proprio comando presso Villa Franceschini Pasini, sita nel medesimo centro. Secondo alcune fonti che riporteremo alla voce Villa Franceschini Pasini Canera di Salasco, la villa fu danneggiata dalle truppe asburgiche.

### La prima guerra mondiale
Il territorio di Arcugnano risulta essere parte del sistema di retrovia e ricovero durante gli anni di guerra, ed eventuale fronte d'emergenza. Secondo alcune testimonianze, Villa Montanari fu adibita a ricovero per le truppe alleate inglesi.
Rimangono alcune opere di quel periodo: la Strada militare che collega in andamento l'odierna Torri con Arcugnano inerpicandosi sul versante orientale del Monte Cucco; sono visibili alcuni resti di un trinceramento sul Monte Bollon (verso Nord-ovest) e il basamento di una teleferica. Arcugnano e i Colli Berici avrebbero accolto una linea di resistenza nel caso le truppe asburgiche avessero invaso le valli del Vicentino.

### La seconda guerra mondiale e la Resistenza
Lo scrittore vicentino Luigi Meneghello racconta che, sopravvissuto a due rastrellamenti nazifascisti, dal luglio all'autunno 1944, ricostruisce la banda partigiana degli studenti universitari, prima nella zona dei monti vicentini, poi sui colli Berici nell'area del lago di Fimon.

### Simboli
Lo stemma e il gonfalone del comune di Arcugnano sono stati concessi con decreto del presidente della Repubblica del 1º novembre 1960.
Il gonfalone è un drappo di azzurro.

## Monumenti e luoghi d'interesse

### Architetture religiose

#### Chiesa di San Giovanni Battista
La chiesa di San Giovanni Battista è la chiesa parrocchiale della frazione di Pianezze, costruita tra il 1876 e il 1877.

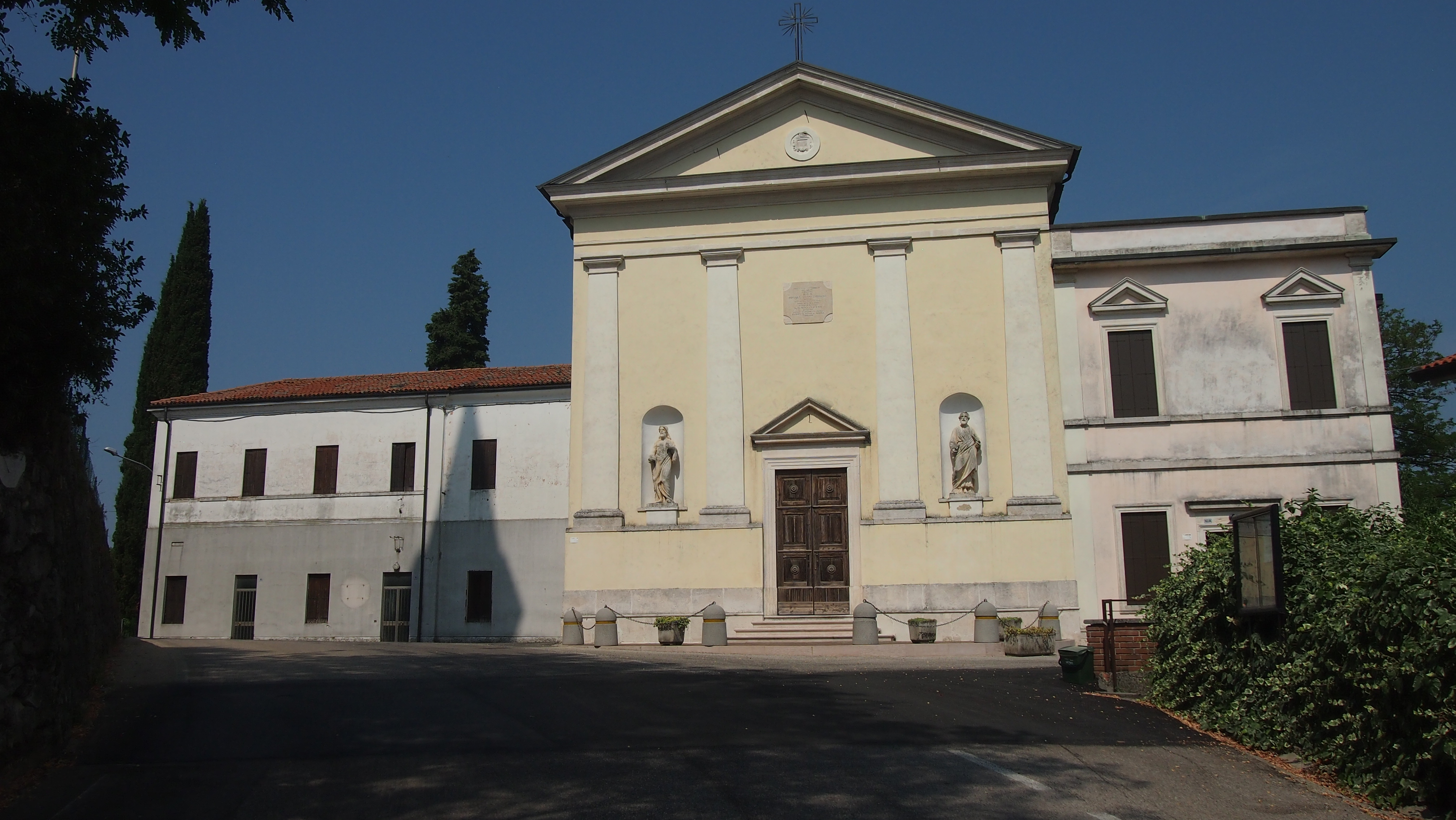
La Chiesa di San Giovanni Battista

#### Chiesa parrocchiale di Santa Giustina

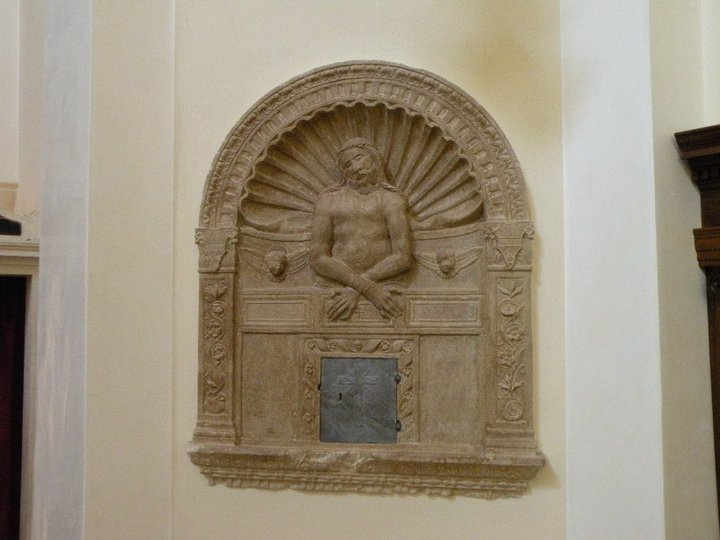
Cristo Patiens, XV secolo circa, bassorilievo in pietra scura di Nanto, Chiesa parrocchiale di Santa Giustina, Arcugnano.

Parrocchiale di Arcugnano, 1824-1826. A partire dal 1824 avviene la ristrutturazione dell'antica chiesa che viene ingrandita per soccorrere l'accrescimento della comunità. Le forme sono neoclassiche; la facciata è di composizione lineare ed essenziale: un grande timpano con decorazione dentata aggettante sostiene ai vertici tre statue; sotto il timpano quattro lesene accoppiate, in stile ionico baroccheggiante, sono collegate da due festoni di frutta in pietra ad altorilievo; dividono la facciata in tre campi verticali. Al centro c'è un tondo a mo' di rosone cieco, posto sopra il portale timpanato. Sotto entrambi i festoni sono due spazi decorativi rettangolari ciechi dalla cornice liscia, ove al posto degli angoli vi sono delle convessità dal sapore rococò; sottostanti altri due spazi incorniciati rettangolari di diverse misure. L'interno è a navata unica rettangolare; l'abside è a pianta mistilinea trapezoidale, la cupola absidale, a sesto ribassato, è invisibile dall'esterno; tre gli altari barocchi decorati a tarsia di marmo. Il sagrato della chiesa è sopraelevato rispetto alla strada e vi si ascende per mezzo di una gradinata. Restaurata nel 2001.
Il campanile, iniziato nel 1838 e concluso nel 1845, è alto 45 metri. Presenta una base a tronco di piramide, mentre il fusto è a sezione quadrangolare, sormontato da una cella campanaria a quattro luci ad arco, decorato ad ogni angolo da lesene ioniche; il vertice è coronato da una guglia che sormonta una "cupola a cipolla" in stile alpino, sostenuta da un tamburo ottagonale con feritoie aperte quadrangolari e culmina con una croce in metallo con banderuola che riporta l'acronimo IHS. Restaurato nel 2005.
All'interno, un Cristo Patiens del XV secolo circa, a bassorilievo di anonimo in pietra scura di Nanto, conservato nell'area presbiterale a destra dell'altare maggiore della Chiesa parrocchiale di Santa Giustina ad Arcugnano. Presenta un Cristo flagellato, già coronato di spine che emerge col busto da una cornice, affiancato da due cherubini, con le braccia conserte in prossimità dei polsi incrociati sull'addome; la figura è racchiusa nella concavità di una conchiglia. Incornicia la dolente figura un arco decorato nella cornice con semplici motivi modulari; le lesene all'interno sono ornate a motivi fitomorfici. In basso al centro un pertugio quadrangolare indica il tabernacolo.

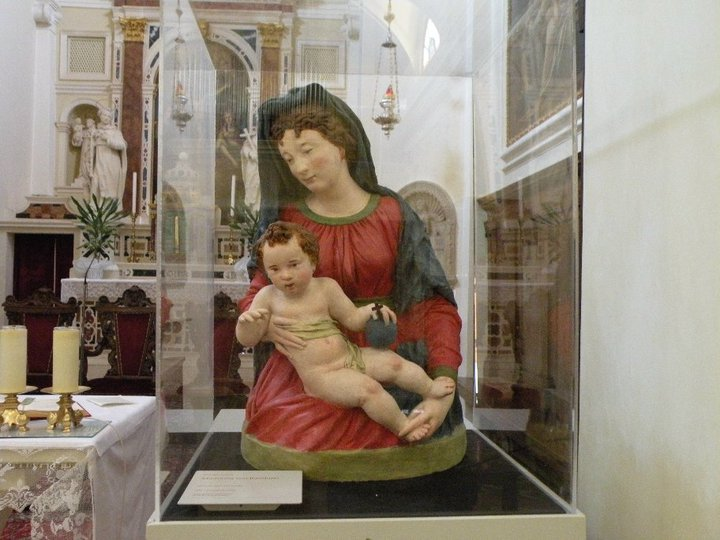
Madonna col Bambino, seconda metà del XVI secolo, tela e gesso policromi. Già nella Parrocchiale di Santa Giustina, Arcugnano, oggi conservato presso il Museo Diocesano a Vicenza.

Si cita poi una Madonna col Bambino, seconda metà del XVI secolo, scultura in tela e gesso policromi. Conservata presso la Parrocchiale di Arcugnano, dopo un recente restauro è stata trasferita presso il Museo Diocesano di Vicenza dov'è tuttora conservata.

#### Parrocchiale di Perarolo
La torre campanaria (1911) è in stile neogotico e a pianta ottagonale, progettata da Vittorio Barichella. Colpita da un fulmine agli inizi degli anni 1980, è stata ricostruita nelle forme precedenti.

#### Chiesa di Santa Margherita dei Berici
Del XIV secolo, situata lungo la Dorsale dei Berici si affaccia sulla Valle della Fontega; è una costruzione di piccole dimensioni ad una navata absidata con struttura a capanna. Sulla facciata un piccolo occhio a mo' di rosone sovrasta l'entrata principale. Sito:Villa Margherita, Arcugnano centro.
Da ricordare il ciclo di affreschi del XV secolo attribuiti a Battista da Vicenza con influenze tardogotiche, che rappresentano i dodici apostoli dipinti nel catino absidale, con gli attributi iconografici per aiutarne l'identificazione. Al centro, all'interno di una cornice a mandorla, si nota un Cristo Pantocratore, ai lati i simboli zoomorfici degli evangelisti.

Sulla parete verticale che inscrive l'arco absidale vi è una Annunciazione e, in un piccolo tondo sopra la chiave di volta, è raffigurato il Padre Eterno.

A fianco dell'entrata laterale risulta difficile la lettura di un'altra figura di vescovo; la direzione verso la valle di Sant'Agostino farebbe pensare alla rappresentazione di quest'ultimo. La composizione ricorda vagamente la stasi della pittura bizantina, anche se si sentono le influenze dei giotteschi. Lo stato odierno delle pitture è pessimo. Sito: Villa Margherita, Arcugnano centro.

#### Chiesa di Santa Maria della Neve e San Rocco

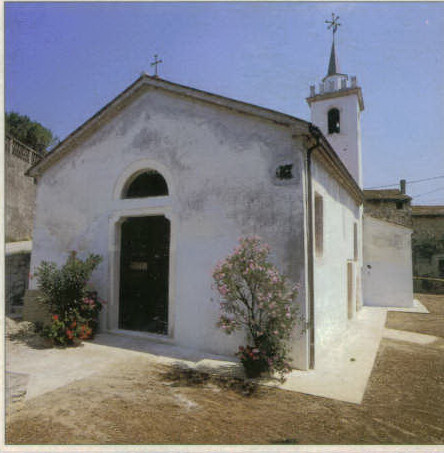
Chiesa di Santa Maria della Neve e di San Rocco.

Del XVI secolo. Le forme esterne della chiesa odierna sono principalmente cinquecentesche, ma il sacello è già esistente, secondo documenti, alla fine del Duecento.

Dapprima dedicata alla Madonna della Neve (documenti del 1418-1443), dopo la peste "manzoniana" del 1630, fu ridedicata a San Rocco, al quale va la devozione delle vittime delle epidemie. La chiesa è attorniata da un recinto in muratura, comprendente l'antico cimitero, e dominata da un piccolo campanile intradosso. Sito: Villa di Fimon .

#### Oratorio della Madonna della Pace
XVIII secolo, presso Villa Borgnini Monza Vidi Todescan Gozzi. Semplice cappella dalla facciata vagamente verticalizzante coronata da un frontone triangolare, nel quale è inscritto un fregio che raffigura una stella a otto punte, e da tre statue; una breve scalinata conduce all'ingresso incorniciato da architrave. L'abside è a pianta semicircolare. Sito: Pilla, Arcugnano centro.

#### Oratorio di San Pietro
L'Oratorio di San Pietro del 1706, presso la Contrada Zanchi, è un piccolo gioiello barocco nell'accezione classicheggiante vicentina; l'aula è quadrangolare, decorata da numerose stature in pietra di Vicenza o dei Colli Berici. La facciata presenta un timpano mistilineo arrotondato e appiattito nel vertice, coronato da tre statue poste simmetricamente; al centro della parete si apre un rosone trilobato che richiama il trifoglio e che lascia intravedere all'interno un gruppo scultoreo chiamato il "Presepe". Il portale è sormontato da un timpano ad arco spezzato, al centro del quale vi è un gruppo scultoreo bisognoso di restauro.
All'interno, il presepe del 1706, opera a tuttotondo di Giacomo Cassetti. La composizione si staglia sulle quinte teatrali date dalla posizione rialzata, nella controfacciata nello spazio del rosone trilobato. Al centro la madonna orante genuflessa guarda Gesù deposto sulla mangiatoia, alla sinistra è seduto San Giuseppe, mentre quattro pastori dietro Maria contemplano il bambino; sulla destra della composizione altri due pastori, il bue e l'asino; tre putti volteggiano sul gruppo incorniciato da una lunetta. L'Oratorio contiene altre statue della bottega del Cassetti, allegorie delle virtù teologali e figure di santi, nonché il busto del committente che osserva dalla controfacciata del manufatto l'aula. Sulla facciata esterna, sul timpano sopra la porta, campeggia la statua dell'Arcangelo Michele che infilza un demone; ai lati vi sono due angioli adagiati michelangiolescamente sulla curvatura del timpano. Sito: Contrada Zanchi, Arcugnano centro.

#### Oratorio della Sacra Famiglia
Oratorio della Sacra Famiglia del 1752, presso Villa Calvi, in sobrio stile rococò, dalle forme lineari e fortemente geometriche, presenta nella facciata un timpano nel quale è inscritto un fregio ellittico decorato da cornici auricolari; al centro è posta una finestra dalla cornice mistilinea, fortemente anticlassica, che sovrasta un portale elegante dal timpano spezzato, che inscrive una decorazione a conchiglia lapidea a rilievo. L'interno è compromesso dal crollo del soffitto; nella parete opposta alla facciata è un altare tardo barocco. Lo stato del manufatto è gravissimo. Sito: Valle dei Calvi, Arcugnano centro.

#### Oratorio di San Gaetano
Oratorio di San Gaetano del 1790, presso la Contrada Sacco, in stile neoclassico accorpato ad un altro edificio, e con il piano rialzato adibito ad attico. Restano soltanto le mura perimetrali e la facciata esterna, poiché oggi è la portineria di un albergo. Sito: Via Sacco, Arcugnano centro.

#### Oratorio di Santa Teresa

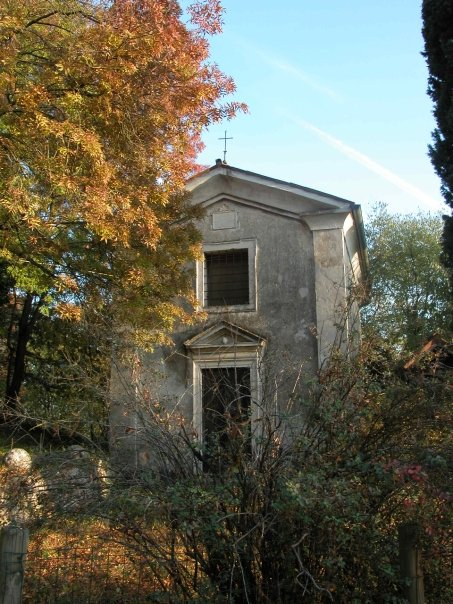
Oratorio di Santa Teresa di Gesù (1771), presso Villa Vegre, Arcugnano.

Oratorio di Santa Teresa di Gesù del 1771, presso Villa Vegre. La piccola cappella presenta una struttura timpanata lineare; ai lati sostengono il timpano della facciata due lesene, al centro è una finestra quadrangolare, anche il portale è timpanato. Lo stato di conservazione è buono. Sito: Contrada Vegre, Arcugnano centro. Top

### Architetture civili

#### Villa Anti
Del XV secolo, in stile tardogotico è situata sul un dolce declivio in vista dell'Abbazia di Sant'Agostino; presenta dalla strada una barchessa del XVII secolo (ricovero di bestiame e attrezzi da lavoro agricolo) con un grande arco a tutto sesto. Sito: strada Breganzola, Arcugnano centro - Sant'Agostino.

#### Villa Bornigni Monza Vidi Todescan Gozzi
Della metà del Seicento, il corpo centrale della villa presenta al pian terreno tre arcate cromaticamente accese dal cotto, sostenute da pilastri a bugnato; resa ben più esile è la loggia balaustrata soprastante, divisa in tre luci da colonne tuscaniche a fusto liscio. Costruita su un preesistente edificio del Quattrocento. Adibita ad abitazione privata. Sito: Pilla, Arcugnano centro.

#### Villa Colonnese
Detta "Amelia", rimaneggiamenti del 1681 e del 1803, su una base del Cinquecento. Oggi in fase di riqualificazione secondo un progetto dell'architetto portoghese Álvaro Siza, dopo numerose manomissioni e ampliamenti anche pesanti che l'avevano trasformata in convento di clausura dal 1961. Sito: Villa Amelia, Arcugnano centro.

#### Villa Calvi
Del 1720 circa, edificio rurale settecentesco dalla facciata tripartita, il blocco centrale diviso da sette intercolumni. Presenta all'interno stanze affrescate con temi arcadici e soggetti pittoreschi della rovina e del paesaggio selvaggio cupo. Oggi gravemente compromessa da ristrutturazioni sconsiderate e irrispettose del modello originario. Sito: Valle dei Calvi, Arcugnano centro.

#### Villa Franceschini Pasini Canera di Salasco

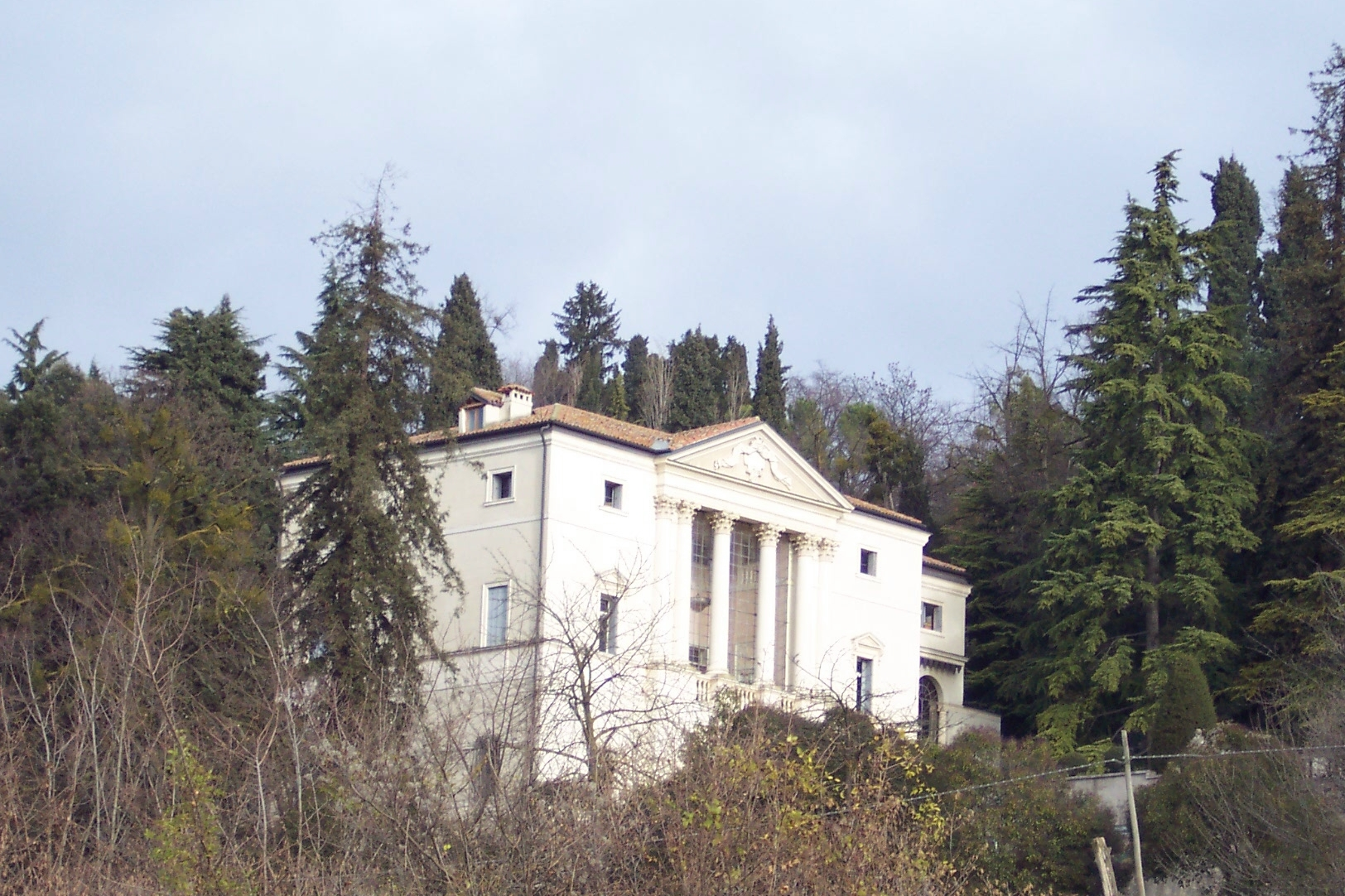
Villa Franceschini Pasini Canera di Salasco (1770), arch. Ottavio Bertotti Scamozzi, Arcugnano.

Villa neopalladiana del 1770 per il setaiolo Girolamo Franceschini su progetto di Ottavio Bertotti Scamozzi, tra le più sontuose dimore signorili del Veneto è il manufatto più importante della zona. Dal 1854 almeno fu proprietà di Valentino Pasini.
Scrive Ruggiero Bonghi nella biografia dedicata al nuovo proprietario:
"Dal 1854 al 1858 [Pasini] passò in Venezia i soli mesi d'inverno, e il resto dell'anno nella sua villa d'Arcugnano, dimora più che privata. Poco discosto da Vicenza, siede a ridosso dei colli Berici, cui nessuno ricorda senza chiamarli ameni. Il vasto e sontuoso palagio, d'architettura Palladiana, fu disegnato dal Bertotti-Scamozzi; e dalle grandi cancellate di ferro del giardino, che s'aprono sulla strada di Arcugnano, sino alla cima del poggio, e per i fianchi corrono viali di alberi sempre verdi, intersecati dai boschetti e dalle macchie de' fiori. Il Pasini amava così riposata e ricca dimora, e negli intervalli dei lavori che dava a sé medesimo, si occupava a scancellarvi [sic] con amorosa diligenza gli enormi segni di barbarie ostinata e distruggitrice, che l'ira del soldato nemico vi aveva lasciato impressi nel 1848. E si dilettava a renderla sempre più adorna e magnifica; che è segno d'animo gentile, e cui gli studi severi ed aridi non hanno, come pur troppo sogliono, chiuso alle impressioni della natura ed al culto della sua schietta bellezza".

##### Torre Romantica
Torre romantica, logge e serre di Villa Pasini, 1878-1884. La torre merlata di stile neoromanico, è tipica del tardo romanticismo italiano e del citazionismo risorgimentale. Il movimento politico di liberazione ottocentesco, infatti, vedeva nel Medioevo e nell'autonomia comunale antimperiale un modello di libertà per il Veneto oppresso dall'Impero austriaco. Il nuovo proprietario della villa, Valentino Pasini fu, assieme al fratello Lodovico (1804-1870), protagonista del moti antiasburgici del 1848. La torre, le logge e tutta l'ala nuova furono progettate da Antonio Caregaro Negrin. Sito: Crosara Bassa - Villa Pasini, Arcugnano centro.
Con Valentina Pasini (alla quale è intitolata la scuola materna del paese) la famiglia si estingue. Nuovo proprietario, fino alla metà degli anni ottanta del Novecento, fu Giuseppe Canera di Salasco di famiglia nobile oriunda piemontese. Canera fu collezionista d'arte moderna sei-settecentesca, da allora la villa ospitò una notevole collezione d'arte pittorica, finita all'asta nel 1986, dopo la morte del proprietario. Sito: Crosara Bassa-Villa Pasini, Arcugnano centro.

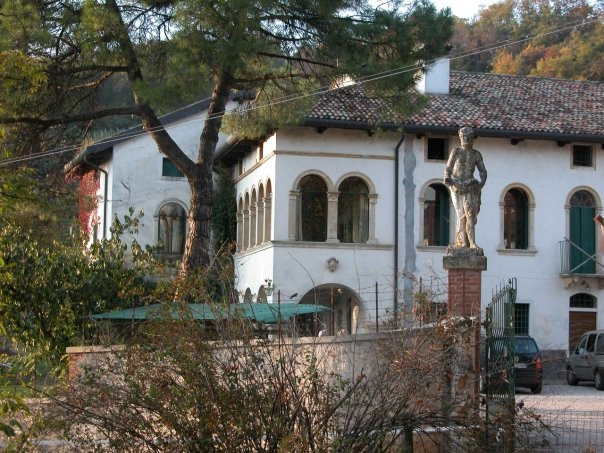
Villa Vegre (1770, ca.), Arcugnano.

#### Villa Vegre
Villa Vegre, 1770 circa, di antica fondazione forse quattro-cinquecentesca; villa rurale, dotata di splendida loggia, i cui pilastri sono decorati con soggetti esoterici. Sito: Contrada Vegre, Arcugnano centro.

#### Villa Montanari

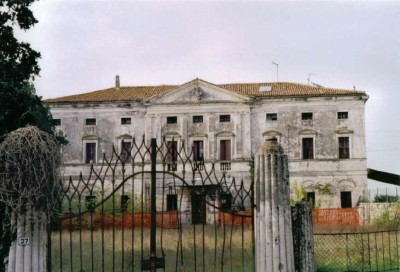
Villa Montanari (1806-1857), Arcugnano.

Villa Montanari, 1806-1857. La data di fondazione si fa risalire al 1806, ma non è certa. Dal punto di vista architettonico ci troviamo dinanzi ad un neoclassicismo ottocentesco, che risente influenze neopalladiane, frequenti in opere di architetti settecenteschi veneti e soprattutto vicentini, che si riprendono nella struttura simmetrica e nei materiali economici (laterizio e pietra di Vicenza intonacati).
Il corpo centrale presenta, al piano nobile, tre finestre balaustrate intervallate da due lesene ioniche, che troviamo accoppiate alle estremità del corpo medesimo. Nelle ali il ritmo che contraddistingue la facciata è mantenuto dallo stesso numero di finestre per porzione, sormontate da timpani ad arco o triangolari che vengono intervallati, citando ad esempio le opere michelangiolesche del palazzo del Campidoglio a Roma.

All'interno, al piano terra si è accolti da un ampio atrio affrescato a monocromi e da possenti colonne di mattoni intonacate, i pavimenti sono a tarsia. Nell'ampio cortile antistante si trovavano, come testimoniano carte topografiche dell'epoca napoleonica (1806), altri edifici; sull'architrave è impressa una data "MDCCCLVII" (1857), e il restauro del manufatto ad opera del proprietario Teofilo Montanari. Sito: Villa di Arcugnano - Arcugnano centro.

#### Case di Siza
Le sette case di Siza, realizzate tra il 1998 e il 2005 dall'architetto portoghese Álvaro Siza nel parco di Villa Colonnese, sono l'ultimo grande progetto degno di nota nel territorio arcugnanese. Sito: Villa Amelia - Arcugnano centro.

### Architetture militari

#### Torre pentagonale

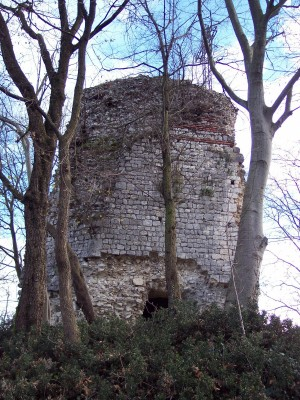
Torre pentagonale, X secolo, Torri di Arcugnano.

Manufatto del X secolo, a pianta irregolare, dà il nome alla contrada di Torri di Arcugnano; secondo la testimonianza redatta nel tardo Cinquecento, Filippo Pigafetta scrive: "veggendosi anco due torri iui presso nel colle, su la via del Tormeno"; ai primi dell'Ottocento (Gaetano Maccà) dovevano esistere due torri di controllo e avvistamento, affiancate nelle due quote del monte Crocetta che domina la Val di Burra e la Valle della Fontega, sedi del grande lago di Lòngara, ipotesi avvalorata anche da antiche mappe che rappresentano, in loco, due torri.

Lo stile è grezzo: il basamento è a blocchi di pietra lavorata a cubo mentre verso il vertice la costruzione è a materiale misto; oltre alla pietra troviamo il laterizio intervallato in file orizzontali.
Recentemente è stata posta una croce di ferro sulla sommità del manufatto.

La situazione conservativa è grave e bisognosa di restauro conservativo. Sito: Monte Crocetta, Arcugnano centro - Torri di Arcugnano.

### Siti archeologici
L'unica testimonianza della romanità e del tardo impero consiste in alcuni resti pavimentali di una villa romana in zona collinare.

## Società

### Eventi
Nella frazione di Perarolo sin dal 1992 ricorre il Memorial Gianfranco e Galileo, il torneo di calcio a 5 più longevo dei Colli Berici istituito da Don Tarcisio Pirocca. Quest'anno sarà l’edizione numero 29.
Dal 14 novembre 2018 Arcugnano è gemellato con Ugento.

### Evoluzione demografica
Abitanti censiti

## Cultura

### Letteratura
Nella letteratura Arcugnano è presente ne La tubbia del Menon ("La trebbia di Menon", quest'ultimo citato anche da Tassoni), un componimento in pavano, la lingua di Ruzante, della metà del Cinquecento. Il testo è comico, libertino e parodistico, di ambientazione bucolica e vagamente arcadica (prima della nascita dell'Accademia dell'Arcadia ufficiale), nel quale viene magnificata la bella Tietta abitante di Sacco, contrada di Arcugnano centro, teatro delle vicende e degli struggimenti amorosi di Menon; l'opera fu celebre in tutto lo Stato veneto.
Più tardi, nel canto VIII de La secchia rapita di Alessandro Tassoni (1622), si legge:
XXXVII
Valmarana, Arcugnan, Pilla e Fimone,
Sacco e Spianzana guida; ove le chiome
de la Betia cantò su 'l Bachiglione
Begotto e 'l volto e l'acerbette pome,
e dove la sampogna di Menone
fe' risonar de la Tietta il nome;
e Montecchio e la Gualda, Olmo e Cornetto,
e trenta ville e più di quel distretto.
Tra gli ultimi letterati a definire i luoghi di Arcugnano fu il poeta vicentino Giacomo Zanella. Nella poesia "Un mattino d'inverno sui colli Berici" (1871) descrive il poggio di Villa Margherita e il sottostante, oggi prosciugato, piccolo laghetto della Fòntega.

### Scienza
- Nel 1993 il Gruppo Astrofili Vicentini[35] ha costruito ad Arcugnano centro la sede dotata di specola, tuttora in attività.

### Cinema
- Noi donne siamo fatte così, 1971, episodio Palmira conosciuto anche con il titolo alternativo Cuor di Padrone, regia di Dino Risi, con Monica Vitti. Alcune scene sono girate nelle frazioni di Fimon e Sant'Agostino[36].

## Geografia antropica

### Frazioni
Il vasto territorio di Arcugnano comprende contrade, ivi disseminate, che hanno dignità di frazione anche se non possiedono il simbolo socio-religioso dato dalla parrocchiale; vale la pena segnalarle:
nel territorio di Arcugnano centro, nella zona di collina troviamo a partire da nord: Costacolonna detta anche Tormenello; lungo la Dorsale dei Berici la zona Santa Margherita dei Berici o Villa Margherita, attorno al castello Rambaldi Calvi e all'antica chiesa di Santa Margherita; è verso il paese la zona  Villa Amelia, con la vista sulla sottostante Valle della Fontega; si arriva quindi alla Crosara Bassa dominata dalla bellissima Villa Pasini sullo sbocco della via Breganzola, detta anche strada di Anti, per la presenza della quattrocentesca Villa Anti; lungo la Dorsale si arriva all'abitato di Villa di Arcugnano attorno all'ottocentesca Villa Montanari: un bivio porta alla contrada Sacco e alla Chiesa di Arcugnano; un sentiero, allora strada importante di comunicazione collega la Chiesa con Sacco sulla sommità del monte Cucco; oltre la chiesa di Arcugnano si arriva alle contrade della Crosara Alta e dei Paoloni.
La Valle dei Vicari è un piano incastonato tra il colle di Villa di Arcugnano e il colle Bollon; sulla testata della valle (di origine carsica detta a reculée, per le frane provocate dalle gallerie scavate dall'azione idrica che dà vita alla valle stessa) è situata la contrada Chiesa di Arcugnano, il cuore simbolico della località; il nome di questa valle è dato dalla possessione dell'Abbazia di Sant'Agostino, poco distante dal sito, ma già in territorio comunale di Vicenza.
La parte di Sant'Agostino in territorio comunale arcugnanese è chiamata anche Nogarazza per la presenza di un grande albero di noce (in dialetto nogàra, qui declinato al dispregiativo che ne indica però la mole); l'abitato (piuttosto recente) si situa al termine della via Pilla, già sede di un comune d'età napoleonica (Villa Gozzi): questa strada congiunge la valle alla Chiesa di Arcugnano.
In un'altra valle di Sant'Agostino troviamo Valle dei Calvi, oggi luogo in forte degrado, che comprende una villa settecentesca (Villa Calvi) caratterizzata da un ampio loggiato ad architravi oggi deturpato da uno sciagurato rimaneggiamento; la cappella gentilizia, poco distante, intitolata alla Sacra Famiglia, versa in una situazione disperata.
Nella Valle della Fontega, sede di un laghetto fino all'estrema bonifica del 1939, ricordo del più grande lago ormai prosciugato, si allunga la contrada del Tormeno sorta di dogana del comune di Arcugnano; il caseggiato si snoda anche sotto il comune di Vicenza.
In altura troviamo la zona chiamata Spianzana, lungo la Dorsale dei Berici. Il nome è forse di origine romana e legato alla proprietà terriera, ad un fondo a solatio; collaterale alla Spianzana è l'ultima contrada di Arcugnano centro, intitolata alla famiglia Zanchi, dominata dal prezioso sacello settecentesco intitolato a San Pietro, che ospita delle statue in pietra calcarea dei Berici, o pietra di Vicenza, tra le quali il gruppo che raffigura la Natività, conosciuto dai paesani come il Presepio.
Perarolo dei Berici è una frazione che sorge su un importante bivio della Dorsale berica; qui la strada si divide portando al sito fortificato di Brendola, o alla piazza agricola di Barbarano Vicentino. L'abitato è caratterizzato dal campanile neogotico dell'architetto Vittorio Barichella; il nome è oscuro e pare che si riferisca a pietre rotolanti nei cosiddetti scaranti, torrenti, che dal monte scendono nelle valli circostanti.
Salendo verso Zovencedo (a Sud) si arriva a San Gottardo, santo nordico che ricorda che i colli furono colonizzati da maestri d'ascia tedeschi, come fu per l'Altopiano di Asiago, chiamati gergalmente cimbri, ma in realtà in maggioranza bavaresi.
Scendendo la strada vicinale delle Gasparasse si arriva all'antico sito, chiamato Villa di Fimon, sorta di pianoro alle pendici del Monte Castellaro; al centro dell'abitato troviamo la piccola chiesa dedicata a San Rocco, santo protettore delle epidemie, e la grande fontana lavatoio, oggi ristrutturata.
Da questo sito si arriva alla frazione di Fimon, nome che non è stato italianizzato. L'origine del toponimo è data dalla presenza dell'antico lago che visto dall'alto sembrava un grande fiume (fiumone). La chiesa posta in un luogo rialzato è scenografica; dall'abitato si snoda la gola della "Valle dei molini", ricca di cascine con mulino ad acqua, l'ultimo dei quali smise di funzionare negli anni ottanta del Novecento.
Lungo la valle di Fimon troviamo alcuni siti chiamati Covolo, ossia ghiacciaia, catino sotterraneo a bacìo dove veniva conservata la neve che serviva da ghiaccio per i mesi caldi. Valdemarca, alle pendici di Lapio, luogo che ha dato vita ad un cognome autoctono, e sotto il monte Spianzana troviamo in piano le Casette e a mezza costa le Vegre (zone sassose bonificate dagli sterpi), una villa con piccolo sacello gentilizio.
Sotto il monte si arriva all'abitato recente di Torri (già Val di Burra), contrada posta all'imbocco delle valli di Fimon, che fu scelta per trasportarvi la sede comunale quale crocevia di tutte le frazioni del comune. Attorno al municipio (Villa Salviati) sorge oggi un quartiere piuttosto anonimo e assolutamente privo di contatti con la natura e la tradizione, che si vuole caratterizzare con la costruzione di una piazza.
Dominano l'abitato il monte Crocetta, sul quale sorge un'antichissima torre poligonale dell'alto medioevo, una torre di avvistamento, che oggi versa in pessime condizioni e l'imponente monte Cucco, segnato dalla strada militare. Di fronte, il monte Bisortole, un tempo vera e propria isola nel lago, ospita un castelletto romantico.
Proseguendo verso Ovest troviamo Pianezze del Lago, frazione divisa in almeno tre contrade di importanza nominale, Grancare Basse, Grancare alte e Chiesa vecchia. Il nome pianezze evoca il terrazzamento naturale del colle sul quale sorge l'abitato, che digrada dalla valle del lago di Fimon fino al colli retrostanti, sui quali sorge la frazione più remota del comune: Villabalzana. Villabalzana è collegata alla Riviera berica (statale che congiunge Vicenza con il Sud della provincia), dalla strada di San Rocco.
Proseguendo in altura e superando la contrada Soghe e la testata della valle del lago di Fimon, si arriva a Lapio, promontorio che divide la valle del lago di Fimon dalla valle di Fimon frazione. Dalla parrocchia di Lapio dipende tuttora la frazione di Lago di Fimon, alla quale è collegata da un'impervia strada; proseguendo verso Sud, sempre lungo la valle del lago, si arriva in Val Chegozzo: pianoro che dà una visione in prospettiva dello specchio d'acqua. Tornando verso Torri di Arcugnano si arriva alla località Monticello, segnalato da un piccolo colle dalla cima arrotondata a forma di panettone; di fronte troviamo l'ansa valliva della Val dei Bianchi alle pendici del monte Cucco, da cui si intravede la guglia a cipolla del campanile di Arcugnano.

### Località e contrade
In ordine alfabetico:
- Casette (Fimon)
- Cenge (Torri)
- Chiesa Vecchia (Pianezze)
- Costa (Lapio)
- Costacolonna-Tormenello
- Còvolo (Fimon)
- Crona (Perarolo)
- Crosara Alta-Paoloni (Arcugnano)
- Fòntega
- Grancare (Pianezze)
- Lago di Fimon
- Nogarazza (Sant'Agostino)
- Marani (Perarolo)
- Monticello
- San Gottardo (Via Mazzanta, Via Calora)
- San Rocco (Villabalzana)
- Soghe
- Spianzana
- Paolini (Perarolo)
- Pilla (Via Pilla)
- Tezze di Fimon
- Tòrmeno
- Val dei Bianchi
- Val dei Calvi (Sant'Agostino)
- Valdemarca (Fimon)
- Valle dei Sette Mulini (Fimon)
- Valle dei Vicari (Sant'Agostino)
- Vegre
- Villa di Arcugnano
- Villa di Fimon
- Villa Margherita (Arcugnano
- Zanchi (Arcugnano)

### Santi patroni
- Santa Giustina (Arcugnano)
- Santa Maria (Fimon)
- Santa Croce (Lapio)
- San Bernardino da Siena (Perarolo)
- San Giovanni Battista (Pianezze)
- San Luca Evangelista (Torri)
- San Nicolò (Villabalzana)

## Economia
L'economia è sempre stata nella stragrande maggioranza agricola: il vitigno, il più raro ulivo, gli alberi da frutto, sono stati alla base della sussistenza delle popolazioni di collina; per i valligiani invece l'agricoltura e la pesca hanno fatto la differenza.

La fine dello sfruttamento della cavatura della torba e del legname, attività che hanno caratterizzato la faccia del territorio fino agli anni dell'industrializzazione massiccia, hanno ridato un volto verde e lussureggiante a queste colline dolci e a forma allungata, con pianori d'altura disegnati da radure coltivate. Oggi il turismo è poco sviluppato all'infuori della gita domenicale al lago e del turismo alimentare, in virtù dei numerosi ristoranti e trattorie presenti.

## Amministrazione
| Periodo | Periodo | Primo cittadino | Partito | Carica  | Note |
| ------- | ------- | --------------- | ------- | ------- | ---- |
| 1945    | 1946    | Enrico Galla    | PdA     | Sindaco |      |

### Sindaci dal 1946
|                                                      | Attilio Gianfranceschi | Democrazia Cristiana | 1946-1948      | 1946 |
|                                                      | Mario Rigodanzo        | Democrazia Cristiana | 1948-1950      | 1946 |
|                                                      | Gildo Donello          | Democrazia Cristiana | 1950-1951      | 1946 |
|                                                      | Cesare Monti           | Democrazia Cristiana | 1951-1956      | 1951 |
|                                                      | Giuseppe Fracasso      | Democrazia Cristiana | 1956-1959      | 1956 |
|                                                      | Giuseppe Dal Lago      | Democrazia Cristiana | 1959-1960      | 1956 |
|                                                      | Mariano Galla          | Democrazia Cristiana | 1960-1970      | 1960 |
| 1964                                                 | Mariano Galla          | Democrazia Cristiana | 1960-1970      |      |
|                                                      | Giuseppe Sabbatini     | Democrazia Cristiana | 1970-1975      | 1970 |
|                                                      | Giacinto Ruaro         | Democrazia Cristiana | 1975-1979      | 1975 |
|                                                      | Aldo Donello           | Democrazia Cristiana | 1979-1980      | 1975 |
|                                                      | Gianfranco Toniolo     | Democrazia Cristiana | 1980-1985      | 1980 |
|                                                      | Giancarlo Zuin         | Democrazia Cristiana | 1985-1990      | 1985 |
|                                                      | Vittorio Zolla         | Democrazia Cristiana | 1990-1995      | 1990 |
| Sindaci eletti direttamente dai cittadini (dal 1995) |                        |                      |                |      |
|                                                      | Paolo Pellizzari       | Centro-destra        | 1995-2004      | 1995 |
| 1999                                                 | Paolo Pellizzari       | Centro-destra        | 1995-2004      |      |
|                                                      | Vittorio Zolla         | Centro-destra        | 2004-2009      | 2004 |
|                                                      | Paolo Gozzi            | Lega Nord            | 2009-2014      | 2009 |
|                                                      | Paolo Pellizzari       | Centro-destra        | 2014-in carica | 2014 |
| 2019                                                 | Paolo Pellizzari       | Centro-destra        | 2014-in carica |      |